# مردن از خنده
مردن از خنده (اسپانیایی: Muertos de risa‎) یک فیلم کمدی سیاه اسپانیایی به کارگردانی و نویسندگی آلکس د لا ایگلسیا است که در سال ۱۹۹۹ منتشر شد.